# 披针瓣梅花草
披针瓣梅花草（学名：Parnassia lanceolata）为卫矛科梅花草属下的一个种。

## 变种
披针瓣梅花草有一种变种：
- 长圆瓣梅花草[3]

## 扩展阅读
- 維基物種上的相關：披针瓣梅花草